# Шишкины
Шишкины — (Шишка, Шишка-Ставецкие) несколько древних благородных дворянских родов,
Имеются три старинных рода Шишкиных разного происхождения:
1. Польско-литовская ветвь рода ведёт своё начало от литовских бояр — первовыехавший знатный литовский шляхтич Даниель Янович (Иван) Шишка (1425)[5], получивший (1448) большие поместье в Торжке[1].
2. Дябринские-Шишкины (князья) — «охолопившийся» княжеский род, ветвь Белозерских князей[6].
3. Из рязанских бояр — от Салахмира Мирославича и рязанской княжны Анастасии Ивановны[7]

При подаче документов (09 июня 1686) для внесения рода в Бархатную книгу, была предоставлена родословная роспись Шишкиных. При составлении «Реестр родословных росписей» (1741), указано, что при подаче росписей в «Палату родословных дел» документы подавал воевода, стольник Юрий Фёдорович Шишкин, что и записано в реестре: Юрья Шишкиных за их руками. Шишкины. Выехали из Польши. Название приняли от первовыехавшего, который назывался Шишка. Родословная их под № 490.

## Значение фамилии
В книге Н.А. Баскакова: «Русские фамилии тюркского происхождения», фамилия Шишкин значится, как тюркская по происхождению. В этом случае она оказалась бы связанной со словом «шишак» (разновидность шлема). Также шишкой на Украине и в Польше, по некоторым данным, называли булаву. Однако, фамилия Шишкин может также иметь славянское происхождение и происходить от прозвища Шишка.

## Геральдика

### Герб. Часть III. № 43
В щите имеющем красное поле, между двумя золотыми Лунами рогами обращёнными к бокам Щита, изображён серебряный Меч с переломленным Ефесом, над которым находится серебряная шестиконечная Звезда. Щит увенчан обыкновенным Дворянским Шлемом с Дворянскою на нём Короною и тремя Строусовыми перьями, по сторонам коих видны Масленичная и Пальмовая Ветви. Намёт на щите красный, подложен золотом. Щитодержатели: два Льва смотрящие в стороны с загнутыми хвостами и выставленными языками.
Фамилии Шишкиных многие Российскому Престолу служили Наместниками и в иных чинах, и жалованы были от Государей в 1586 и других годах поместьями. Всё это доказывается копиями с жалованных на поместья грамот, справкой разрядного Архива и родословною Шишкиных.

##### Герб. Часть VI. № 81
В щите, имеющем красное поле, между двумя золотыми лунами, которые рогами обращены к бокам щита, изображён серебряный меч остроконечием вниз. Щит увенчан дворянским шлемом и короной со страусовыми перьями. Намёт на щите красный, подложенный золотом.

###### Герб из гербовника А. Т. Князева 1785 г.
В Гербовнике Анисима Титовича Князева 1785 года, имеются изображения печатей с гербами представителей рода. Ни один из изображённых на печатях гербов, не имеет ничего общего, ни с одним из двух Высочайше утверждённых, схожих между собой, гербов «Остоя», жалованных вотчинами представителям рода (1586 и 1630).

###### Герб (охолопившихся) князей Шишкиных из гербовника А. Т. Князева 1785 г.
В гербовнике Анисима Титовича Князева 1785 года, на странице № 206 имеется герб Порфирия Григорьевича Шишкина под № 505 (128).

## Род Шишкиных в Великом княжестве Литовском
В Великом княжестве Литовском проживал род Шишек-Ставецких, который наиболее известен своей связью с обретением двух икон Богородицы.
1) Сурдетской иконы Божий Матери. Самые ранние исторические известия о Сурдегском монастыре относятся (1510), когда знатный православный помещик магнат Богдан Шишка-Ставецкий построил в этом крае церковь. Сила жителей окрестностей, особые заслуги перед Господом рода Шишек-Ставецких, магната Богдана содействовала тому, что была явлена чудотворная икона Богородицы и открылся чудотворный источник (1530);
2). Будяческой иконой Божий Матери Волынский земянин Юшко Камка дал своему племяннику Стецко Шишкиничу (11 сентября 1471) село Будятичи (где родился креститель Руси, князь Владимир Святославович), обеспечивая его при бракосочетании с Матрушкой, дочерью волынской земянки Марии Вохновой. Позже половина села отошла однородцам — роду Солтан. По преданиям, в источнике (1637), принадлежащем хозяину, появилась святая икона, которая позже названа по имени села.
Этот род выводил себя то от некоего легендарного древнерусского деятеля Мокосея, который в 1073 году добровольно сдал замок Кременец Болеславу II Смелому, за что получил от него в феодальное владение на «вечные времена» Кременецкое староство;то даже от Аттилы, вождя гуннов, жившего на семь столетий раньше, то от знатных выходцев из Орды. Вообще конкретное происхождение знатных предков не имело для составителей средневековых родословных никакого значения, им важно было лишь показать древность рода. Персонально из этих Шишкиных известен, в частности, упомянутый в русских документах проживавший во входившем в состав Великого Княжества Литовского Смоленске Шишкин Констянтин — смоленский боярский сын (1472).
На службу к Василию II Васильевичу Тёмному перешёл знатный литовский шляхтич Даниель Янович (Иван) Шишка (1425), получивший (1448) большие поместье в Торжке, подписи Данила Ивановича с братом и сыном стоят в купчей (1490).

## Род Шишкиных в Рязанском княжестве

### Происхождение
Родоначальник, по сказаниям древних родословных книг, «муж честен» Солохмир — татарский мурза из золотоордынского рода эмиров. Великий князь Олег Иванович Рязанский был разбит у села Скорнищево (14 декабря 1371) московской ратью под предводительством Дмитрия Михайловича Волынского и бежал в Орду. Военная помощь мурзы Салахмира и его старшего брата Едугана (родоначальник Хитрово) позволило заключить мирный договор между муромо-рязанским и пронским княжествами (июль 1372). Мурза Салахмир принял крещение с именем Иоанн Мирославович. Получив титул Боярин, женился (1372) на младшей сестре князя Олега Ивановича — княжне Анастасии Ивановне, о чём имеется упоминания: «К тому же, начало ея почти тожественно с Родословием в Книге Родословной, ещё в 1678 году со старых родословных с подлинных книг написанной для князя Степана Васильевича Ромодановского и собственноручно им подписанной. По этой Родословной, упоминаемые в ней Шишкины нетитулованные рязанские роды, приобретшие заметное положение в московской службе, щедро выводились от мурзы Салахмира. Род Сохломиров резанцов. К великому князю Олегу Резанскому приехал из Большой Орды Сохломир, а во крещении имя ему Иван. И князь великий Олег Резанский дал за нево сестру свою родную Настасью и дал ему вотчину Веневу, да Ростовец, да Веркошь, да Михайловы Поля, да Вердерев, да Безлуцкий стан. А у Ивана Сохломира сын Григорий, а у Григорья дети: Михайло прозвище Обутала, да Григорей же, да Иван Кончей, да Костентин Дивной. И от Михайла Обутала пошли Шишкины, да Крюковы, а Григорей, брат ево, сидел в Вердерев, по той вотчине стали слыть Вердеревские, а от Ивана пошли Кончеевы, Опраксины, Дувановы, Пороватые, Ратоевы, а от Костентина Дивнова не написано, что у нево было детей и роду по имяному».
У рязанского боярина Ивана Мирославовича и княжны Анастасии Ивановны родился единственный сын (по Д. И. Иловайскому) Григорий Иванович (упомянут 1427—1456/64), как боярин рязанский Григорий Иванович Салахмиров, который играл большую роль при Рязанском княжеском дворе и неоднократно упоминается в летописях. О жене Григория Ивановича прямых исторических данных нет, но основываясь на историческом документе, где князь Ф. И. Пронский называет Григорья Ивановича — дядей, то можно утверждать, что его жена — княжна Пронская. Историки, изучающие генеалогию родов задались вопросом: А был ли Григорий Иванович единственным сыном? Был подготовлен исторический труд об однородцах: «Род Крюковых». Родословная была составлена историком А. Ф. Шидловским и отправлена на правки историку, почётному члену Московского историко-родословного общества В. И. Чернопятову, долгие годы занимавшемуся генеалогией дворянских родов, с просьбой исправить по документам Тульского архива. Основываясь на историческом труде «Род Крюковых» изданном книгой (1915), В. И. Чернопятов утверждает, что у Иоанна Мирославовича и Анастасии Ивановны было три сына: Иван Иванович, Григорий Иванович (Салахмиров) и Михаил Иванович.
При присоединении (1521) рязанского княжества к московскому, все документы княжеской канцелярии были переданы и зарегистрированы «Описью Царского архива» (1575—1584): А в нём грамоты докончательные великих князей рязанских и великих князей черниговских, и великих князей Смоленских, да жалованные мещерских князей и иные списки рязанские старые. Все перечисленные документы сгорели при пожаре в Москве (1812). Сохранившиеся документы в большинстве своём, это копии этих документов, переписанных дьяками. Каждый сохранившийся документ по роду представляет чрезвычайный интерес. Из рязанских документов можно увидеть, что у Михаила Григорьевича по прозванию Абутайло были сыновья:
1) Григорий Михайлович Шишка (Большой);
2) Василий Михайлович;
3) Клементий Михайлович;
4) Григорий Михайлович (Меньшой или мизинчиковый) .
В документах упомянуты: Шишка Григорий Иванович — боярин рязанский (1427—1456) Шишка Григорий Григорьевич — боярин рязанский (1464—1483) Шишка Игнат Иванович — боярин рязанский (1483—1500). В родословной рязанских бояр Михайловых (1686) упомянуты: Игнат Иванович Шишка боярин (1427—1456), Игнат Иванович Шишка боярин (1483—1500), Дмитрий Игнатов сын Шишкина.; В Разрядной книге (1475—1605). упомянут ….Шишка Игнатьев сын Минево (1492); В исторической работе «Рязанский архиепископический двор середины XVI века» имеется упоминание: Шишкины служили ещё в Рязанской земле, ещё до присоединения её к Москве. В записке обязательстве Семёна Злобина Ворыпаева (1515/16) упомянут послух Яков Шишкин. впоследствии он упоминается, как Великокняжеский дьяк в Великом Новгороде (1533—1540) В Рязанском ономастиконе XV—XVII веков упоминается Шишкин Иван Васильевич — помещик (1515) В краеведческом цикле по истории села Растуново имеется ссылка на исторический документ об основании села Растуново (1401/02) и имеется упоминание, что на землях Рязанского княжества, рядом с г. Боровск, примерно в то же время образовались несколько деревень и пустошей, в том числе деревни Шишкино и Крюково. Боровск один из центров Серпуховско-Боровского княжества и князь Олег Иванович Рязанский отделил города Боровск и Лужу данному княжеству (1381). По документам XIV—XV веков в деревне Шишкино расположенной к северо-востоку от г. Рыбного в рязанском крае жили бояре рода Шишкиных. В духовной грамоте князя Юрия Васильевича Дмитровского (1441—1473): О разделе по смерти его, движимого и недвижимого имения матери своей княжне Марии, братьям Великому князю Иоанну Васильевичу, князю Андрею, князю Борису и князю Андрею меньшому и сестре княгине Рязанской Анне о даче некоторых волостей по разным монастырям и церквям и о уплате долгов некоторым Боярам и монастырям имеется упоминание…. дати ми в Можайску Федку Шишка 20 рублёв.

### Родословие
У боярина рязанского Иоанна Мирославовича и княжны Анастасии Ивановны Рюрикович родился сын — боярин рязанский Григорий Иванович Солохмиров, у которого родился сын — боярин рязанский Михайло Григорьевич по прозванию Абутайло, у которого родился сын — боярин рязанский Григорий Михайлович по прозвищу Шышка, от которого пошли Шишкины. У Григория у Шышки сын Тимофей Крюк от него повелись Крюковы. Род Шишкины (III колено) является старейшим среди родов родоначальника Иоанна Мирославовича (Солохмира) и княжны рязанской Анастасии Ивановны Рюрикович.

### Родовые связи
Боярин рязанский Иоанн Мирославович занимал выдающееся положение среди аристократии и посредством родственных браков породнился с правящей династией в Рязанском, Московском и Польско-Литовском государствах, а через него и рода от него идущих занимали ведущие позиции.
Великий благоверный князь Олег Иванович Рязанский являлся тестем мурзе Салахмиру и дядей представителям рода Шишкины, а вторая жена Олега Ивановича благоверная княжна Евпраксия Литовская являлась тёткой/племянники. Свояками Салахмира были князья: Юрий Святославович Смоленский, Тит Козельский, Владимир Дмитриевич Пронский, а роду дядьками/племянниками. Старшая дочь Олега Рязанского — княжна Анастасия (Чингизидка по материнской линии), первый раз замужем за князем Дмитрием Васильевичем Друцким, второй раз за Дмитрием (до крещения Корибут) Олгердовичем. Анастасия Олеговна являлась бабкой королевы польской Софьи Гольшанской, четвёртой жены Владислава II Ягайло, упомянутые люди были в определённом родстве роду Шишкиных.

## Род Шишкиных в Московском государстве
Представители рода значительно раньше (фактически за 100 лет), чем произошло официальное присоединение (1521) Рязанского княжества к Московскому, перешли на службу к московским государям. Первое упоминание о представителе рода относится (1425), когда Даниэль Янович Шишка перешёл на службу в Великому князю Василию II Васильевичу Тёмному и за службу получил (1448) поместья близ Торжка. В духовной грамоте (1472) упомянут Можайский боярин Федко Шишка. Иван Игнатьевич Шишкин сопровождал Ивана III Васильевича в походе в Новгород (1495), его сын Шишка Игнатьев сын Минево отмечен в разрядной книге (1475—1605), Коротай Ермолин сын Шишкин (Шишка) упомянут (1497). Фёдор Шишкин являлся путным ключником государева двора (1500), что говорит о статусе рода, в этом же году отмечен боярский сын Ондрейко Шишка Митин. В Кашинской тетради (1504) упоминается, как выходец из других земель русских, Д. Курбатов Шишкиных, который был на службе у князя Юрия Долгорукого и его сын Василий значится в грамоте (1552) предоставленной для включения в «Бархатную книгу». Шишкин Яков Васильевич — государев дьяк. Представители рода жалованы поместьями: Псковском, Новгородском, Гдовском,Серпуховском, Кашинском и других уездах.
| Служба по городу                         | Имя, Отчество                     | Примечания |
| ---------------------------------------- | --------------------------------- | --- |
| Кашинская тетрадь (1504)                 |                                   | |
| 1504                                     | Д. Курбатов Шишкин                | Упоминается, как выходец из других земель русских, Д. Курбатов Шишкиных, который был на службе у князя Юрия Долгорукого и его сын Василий значится в грамоте (1552). |
| Тысячная книга и Дворовая тетрадь (1537) |                                   | |
|                                          | Шишкин Микита (Никита)            | Дворовый дьяк, в списке сразу после князей, что говорит о высоком статусе                                                                                            |
| Кашин                                    | Давыд Афанасьевич                 | Дворовые дети боярские |
| Кашин                                    | Ляпун и Данила Курбатовичи        | Дворовые дети боярские |
| Кашин                                    | Андрей Иванович                   | Дворовые дети боярские |
| Белозеро                                 | Ивановы дети Шишкина              | Дворовые дети боярские |
| Кострома                                 | Иван Фёдорович Ольгов             | Дворовые дети боярские |
| Серпухов                                 | Афанасий и Русин Истомины         | Дворовые дети боярские |
| Серпухов                                 | Алексей Иванович                  | Дворовые дети боярские |
| Ржев                                     | Михаил Афанасьевич                | Дворовые дети боярские |
| Ржев                                     | Михаил и Ратай Ивановичи-Юрьевы   | Дворовые дети боярские |
| Ржев                                     | Алексей Фёдорович                 | Дворовые дети боярские |
| Дворовая тетрадь (1550—1552)             |                                   | |
| Белозеро                                 | Дябринский Никита Иванович Шишкин | Князь, дворовый сын боярский |
| Белозеро                                 | Дябринский Фёдор Иванович Шишкин  | Князь, дворовый сын боярский |
| Белозеро                                 | Дябринский Никита Иванович Шишкин | Князь, дворовый сын боярский |
| Новгород                                 | Максим и Тимофей Коптевы          | Дворовый сын боярский по Шелонской пятине, новгородский помещик |
| Псков                                    | Михаил Алексеевич                 | Дворовый сын боярский 2 статьи, с Владимира, псковский помещик |
| Серпухов                                 | Михаил Григорьевич и Яков Коптевы | Дворовый сын боярский |
| Серпухов                                 | Русин Истомин                     | Дворовый сын боярский |
| Серпухов                                 | Русин Никитин (Клемёнов)          | Дворовый сын боярский |
| Серпухов                                 | Ширяй Протасов                    | Дворовый сын боярский |
| Серпухов                                 | Протасьевич Ширяй                 | Губной староста Серпухова (1552), сын боярский, помещик Серпуховского уезда                                                                                          |
| Серпуховской уезд                        | Алексей Иванович                  | Сын боярский, помещик Серпуховского уезда |
| Серпуховской уезд                        | Афанасий Истомин                  | Сын боярский, помещик Серпуховского уезда |
| Серпуховской уезд                        | Яков Коптев                       | Сын боярский, помещик Серпуховского уезда |
| Серпуховской уезд                        | Русин Истомин                     | Дворовый сын боярский. помещик Серпуховского уезда. |
| Кашин                                    | Андрей Иванович                   | Дворовый сын боярский |
| Кашин                                    | Давид Афанасьевич,                | Дворовый сын боярский |
| Кашин                                    | Данила и Ляпун Курбатовичи        | Дворовый сын боярский |
| Кашинский уезд                           | Василий Ляпунов                   | Дворовый сын боярский, помещик Кашинского уезда |
| Кашинский уезд                           | Ляпун и Даниил Курбатовы          | Дворовый сын боярский, помещик Кашинского уезда |
| Кашинский уезд                           | Давид Афанасьевич                 | Дворовый сын боярский, помещик Кашинского уезда |
| Галич                                    | Иван Фёдорович                    | Сын боярский 3 статьи |
| Бежецкий верх                            | Алексей Фёдорович                 | Дворовый сын боярский |
| Бежецкий верх                            | Иван Алексеевич                   | Дворовый сын боярский |
| Тверской уезд                            | Ширяй                             | Помещики Тверского уезда |
| Тверской уезд                            | Иван Иванович                     | Помещики Тверского уезда |
| Тверской уезд                            | Иван Григорьевич                  | Помещики Тверского уезда |
| Тверской уезд                            | Фома                              | |
| Костромской уезд                         | Иван Фёдорович Ольгов             | Сын боярский, помещик Костромского уезда. |
| Ржевский уезд                            | Захарий Иванович                  | Сын боярский, помещик Ржевского уезда, погиб при взятии Казани. |

Род относится к «служилому дворянству» и участвовал во многих походах и битвах. Князь Иван Иванович Шишка-Дябринский погиб под Казанью (1504—1506). Митропольичей сын боярский Игнат Шишка Васильев сын избиен от литвы (август 1535) в г. Стародуб и Вязьмич Захарий Иванов сын Шишкин погиб (1553) под Казанью, оба внесены на вечное поминовение в синодик Успенского Кремлёвского собора. Побиты под Кесью дети боярские: Данила Фёдоров сын Шишкин, Лука (Лукьян) Данилов сын Шишкин, Ондрюше Иванов сын Шишкин (июль 1578). В списке пленных под Оршей (1514) митрополичий сын боярский Юрий Васильев сын Шишкин. Убит под Смоленском галичанин Иван Шишкин (1578). Погиб под Псковом пусторжевец Никон Шишкин (1560). На государевой службе побиты под Ригою (1656—1657) его государеву полку галичанин Иван Шишкин, дворянин московский Афиноген Шишкин. Дьяк Посольского приказа карачаевский сын боярский Степан Шишкин провёл в плену в Турции и Литве более тридцати годов и сохранивший православную веру. При нашествии Наполеона (1812) погибли три представителя рода, имена коих занесены на стены Храма Христа Спасителя в г. Москва.

### Брачные связи рода Шишкины
Представители рода Шишкины были в браке с княжесками, графскими и дворянскими фамилиями:
Князья: Шелешпанские; Шереметьевы; Козловские (дважды); Мещерские; Волконские (дважды);; Мышецкие; Потёмкины; Тюфякины; Меньшиковы; Голицыны; Вяземские; Шаховские; Прозоровские; Ухтомские; Михалковы;
Графы: Воронцовы; Толстые . Сеньоры Демонфорт;
Дворянские роды: Захарьины-Юрьевы; Туровы; Нарышкины; Плещеевы; Мордвиновы; Приклонские; Волковы; Самарины; Михайловы; Писаревы; Кропотовы; Рязанцевы; Зюзины; Траханиоты; Талызины; Алфёровы; Вышеславцовы; Кисловские; Болтины; Прончищевы; Лихаревы; Гедеоновы; Юреневы; Злобины; Барановы; Горяиновы; Карповы; Юзефовичи Полонские;: Богдановы; Аркас; Дедюлины; Гижицкие; Хомутовы; Зубовы; Яхонтовы; Жуковы.
- В документах 1622/23г: «Записные книги Поместного приказа» имеется: Купчая (продажная) Агафьи Полуектовой дочери Нарышкина, вдовы Ивана Шишкина, своему деверю[102] Фёдору Шишкину на жеребий сельцо Клеменово в Серпуховском уезде[103]. Кирилл Полуэктович отец царицы Натальи Кириловны Нарышкиной, мать Петра I Алексеевича. Купчая, приведённая выше, говорит о семейном родстве, ещё до возвышения рода Нарышкиных. Судя по фамилии и отчеству, речь идёт о представителе тарусского рода Полуэкте Ивановиче Нарышкине, погибшего (1633) во время Смоленской войны. Нарышкин П. И. отец боярина Нарышкина Кирилла Полуэктовича, тарусского сына боярского, впервые упомянутого (1646). Мать царицы Анна (урождённая Леонтьева). Из приведённого выше получается: Агафья Полуэктовна Шишкина (урож. Нарышкина) была дочерью Полуэкта Ивановича Нарышкина, тёткой отца царицы — Кирилла Полуэктовича Нарышкина и являлась двоюродной сестрой самой царицы Натальи Кирилловны Нарышкиной. Мужем Агафьи Полуэктовны (до 1622/23) был Иван Григорьевич Шишкин.
- Женой Никифора Юрьевича Плещеева была урождённая Марфа Шишкина. От данного брака было двое дочерей: Евдокия († 1696), вышедшую за князя И. Б. Репнина, и Мария Никифоровна, вышедшую замуж за султана Сеид-Бурхан Арасланович (1626—1679) в крещении царевич Василий Арсланович Касимовский (Кучумович). Мать царевича — Фатима-Султан родилась в семье Ак-Мухаммеда Шакулова — представителя одного из самых известных татарских родов. От брака Царевица Сеид-Бурхан и Марии было семь сыновей: царевичи — Василий, Фёдор, Михаил, Яков, Никифор, Иван, Семён и две дочери: Евдокия (жена дяди Петра I Великого боярина Мартемьяна Нарышкина) и Домна (жена князя Ю. Я. Хилкова). В этом случае можно утверждать, что род Шишкиных и Нарышкиных, а через него и царь Пётр I Алексеевич являлись родственниками по двум линиям, а Марфа Шишкина приходилась свояченицей Мартемьяну Нарышкину, а также что род Шишкиных породнился с Сибирскими царями Чингизидами Кучумовичами.

### Род во времена опричнины
Лета 7059 (1551) октября в 3 день Царь и Великий Князь Иван Васильевичь, всеа Русии, приговорил з бояры учинить в Московском уезде да в половине Дмитрова да в Рузе в Торусе да в Звенигороде да в Числякех и в ординцах и во бортниках и в перевесных деревнях и в тетеревничих и в оброчных деревнях, от Москвы вёрст за шесдесят и за семдесят помещиков детей боярских лутчих слуг (опричников), 1000 человек. В их числе были: 1) Русин Микитин сын Шишкин — Серпухов; 2) Михалко Алексеев сын Шишкин — помещик Псковский, дворовый.
В историческом труде С. Б. Веселовского: «Исследования по истории опричнины», на основании исторического документа (1573): Список служилых людей, составлявших опричный двор, которым (20 марта 1573) царь «пометил» денежные и иные оклады, поименовано 1849 опричников. Опричниками Ивана IV Васильевича Великого (Грозного) были записаны четыре представителя рода:
1. Роман Шишкин — дети боярские, которым государево денежное жалование з города по 15 рублей;
2. Шишкин Василий — постельный истопник. Получил денег 8 рублей да сукно, да поместье 50 четье;
3. Микифорко Иванов сын Шишкин — стряпчий конюх. Получил 4 рубля; 
4. Пронка Иванов Шишкин — у царевичевой сидельной казны сторож. Получил 3 рубля да хлеба им всем по 11 четьи с полуосминов ржи, а овса тоже, да по 3 пуда соли, да за пуд по 10 денег; 

### Известные представители рода (до 1917)
| Бояре          | Бояре                       | Бояре                         |
| Год упоминания | Титул/Чин                   | Фамилия, Имя, Отчество        |
| -------------- | --------------------------- | ----------------------------- |
| 1371           | Рязанские бояре             | Салахмиров Григорий Иванович  |
| 1427-1456      | Рязанские бояре             | Игнат Иванович                |
| 1427-1483      | Рязанские бояре             | Григорий Иванович             |
| 1427-1483      | Рязанские бояре             | Григорий Григорьевич          |
| 1472           | Можайский боярин            | Фёдор (Федко Шишка)           |
| 1498-1501      | Новгородские бояре          | Шишкины                       |
| 1507-1514      | Брянские (Дебрянские) бояре | Фёдор                         |
| 1507-1514      | Брянские (Дебрянские) бояре | Захарий                       |
| 1514           | Смоленские бояре            | Шишкины                       |
| 1577           | Суздальские бояре           | Шишкины, вотчинники в Суздале |
| 1647           | Воронежский боярин          | Пётр                          |

- Шишкин Иван Васильевич — посол в Казани (1549—1550)[109], когда умер Сафа Гирей (март 1549), в Казани воцарился малолетний Утямыш-Гирейиз крымской династии. При малолетнем хане регентшей была мать Сююмбике. Царь Иван IV Васильевич Грозный воспользовался этим, в Москве состоялось заседание Боярской думы (июль 1549), на котором было принято решение окончательно завоевать Казанское ханство. На фоне этих событий, в Казань был послан Шишкин Иван Васильевич с шертной грамотой и заданием сбора сведений о казанском войске.
- Шишкин Русин Никитич — посол к Урус-мурзе в Ногаи (1566)[110]. В 1566 году в Большой Ногаи правил Тинехмат (Дин-Ахмет), зять Марии Темрюковны, второй жены Ивана IV Васильевича Грозного.
- Шишкин Фёдор Кондратьевич и Перфирий Иванович Секирин послы князя Пожарского на переговорах (26 июля 1612). Новгородские бояре хотели посадить на престол Новгорода шведского принца, чему противилась Москва. Пожарский поручил заключить формальное перемирие с Новгородом, которое было подписано в пользу Москвы.
- Шишкин Никита Леонтьевич — направлен в Крым на переговоры (1650)[111]. В 1650 году крымским ханом был Ислям III Герай. Миссия состояла в том, что Ислям III Герай поддерживал возглавляемой гетманом Богданом Хмельницким освободительной войне украинского казачества против владычества Речи Посполитой. Поддержка украинских казаков, по замыслу крымского хана, должна была привести к образованию на северных границах ханства, нового казаческого государства, которое стало бы, в отличие от враждебных Польше и России, союзником Крыма.
- Шишкин Фёдор Григорьевич — пристав у грузинского посла митрополита Микифора (08 октября 1637): Встречи ему не было, поставлен в Китае, за Ветошным рядом, на Греческом подворье, в приставех у него был дворянин Фёдор Григорьев Шишкин да для береженья 10 человек стрельцов. Посылан по него на подворье и в город с ним ехал пристав его Фёдор Шишкин, а лошадь под митрополита с седлом посылана з государевы конюшни. Производил опрос о Дидиянской земле (мингрельское княжество) и её правителях[112].
- Шишкин Михаил[113] пристав с послом Мустафой (1650).
- Хивинский царевич Авган-Мухаммед, являлся сыном Араб-Мухаммада, который был свергнут в результате дворцового переворота. Его брат, избавляясь от конкурентов, отправил царевича к русскому царю, где ему был предоставлен большой дом с прислугой и (31 декабря 1622) он был принят царём Михаилом Фёдоровичем. Царевича женили на сибирской царевне Алтын-сач (1630), дочери сибирского царевича Азима Кучума. Во время пожара в Москве (29 сентября 1631) сгорел двор царевича на Покровке и его с женой и прислугой поселили на дворе Фёдора Шишкина на Чертопольской улице[114][115]. Новый двор оценили в 400 рублей выдав из казны 300 рублей. Произошёл новый пожар и двор царевича сгорел снова (1634), при этом погибло всё имущество царевича и его людей. До постройки нового двора он опять вместе с семьёй проживал у Фёдора Шишкина, который активно помогал в постройке нового двора. Первоначально у царевича было две избы, а после стало 8, помимо поварни и мыльни[116]. Умер султан в Москве и похоронен в г. Касимов в специально построенной усыпальнице, которая сохранилась до наших дней.
- Василий Фёдорович Шишкин[117] отправлен (16 августа 1672) в Крым посланником с лёгкими поминками, с поздравлением нового царя Селим I Гирея вступлением его на Крымский юрт и с требованием новой шертной грамоты по приложенному образцу и присылки не мешкая на Волуйку, а не в Азов для размены послов и пленных разменного князя. Возврат из Крыму состоялся (1673), вместе с толмачом Полуехтом Кучумовым с отписками барина Шереметева и подьячего Михайлова и с шертною грамотою, от нового хана данною. Сохранились расспросные речи посланника Василия Шишкина и перевод с шертной грамоты. Подавал челобитные о придаче жалования за Крымскую службу к его окладу (1677) и о не взыскании с него напрасных денег, коих он потратил в Крыму из своих сбережений (1679)[118][119].

Дьяк — по служебной лестнице были ниже дворян, но выше жильцов, которые были только из дворян.
- Шишкин Марко — Новгородский дьяк (1495), в Дворовой тетради (1550) писался сразу за князьями, что говорит о высоком статусе.
- Шишкин — подьячий Гдовского уезда, Щепецкой губы, Новгородской губернии (1510), Псковской земле имел 17 деревень и 45 пустошей[121].
- Шишкин Яков Васильевич (государев дьяк) — (? — 1584) — великий дьяк, упоминается в русских летописях[122].
- Шишкин Данила — подьячий (1549), по указу государя и его грамоте прибыл в Большой Ценский лес и дикую степь и застолбил 710 четвертей земли, сенных покосов на 300 копен и угодья по реке Большой Ломовис.
- Шишкин Никита — дворовый дьяк (1552), упомянут (1560).
- Шишкин № Второй — подьячий (1578).
- Шишкин Воин — дьяк (с 1604), при Лжедмитрии правил (03 февраля 1606) документы на поместья С. Есипова и Е. Соловцовой.
- Шишкин Василий — подьячий (1613), описывает в Свияжском уезде земли и сенные покосы[123] и Алатарский уезд (1620/21), подьячий в Белозерском воеводстве (1636)[124], Казани (1642).
- Шишкин Пётр Иосифович — дьяк, († 28.03.1621), похоронен в церкви Петра и Павла у Яузских ворот[125].
- Шишкин Афанасий Спиридонович — подьячий Стрелецкого приказа (1633), упомянут (1638).
- Шишкин Степан — нижегородский дьяк (1643), согласно расходной книге (1655) перевозил пушки и пищали для ведения боевых действий под Смоленском. В числе перевозимого числилось: 24 голландских орудия калибром 30-55 футов, одно русское орудие «Перо», Большое государево знамя. Дьяк Поместного приказа (1655—1662), сохранилось много документов с его приписью.
- Шишкин Еремей Степанович — подьячий в Казани (1646), пятидесятник (1647).
- Шишкин Василий — подьячий на Белозерском воеводстве (1669), упомянут (1673).
- Шишкин Никита Иванович — дворовый дьяк (1650)[126], упомянут (1686).
- Шишкин Михаил — дьяк в Астрахани, впоследствии второй воевода Астрахани.
- Шишкин Степан — дьяк Посольского приказа (1655—1662), в документах приказа имеется упоминание о толмаче Карачаевский сын боярский С. Шишкин провёл в плену в Турции и Литве больше тридцати годов и сохранивший православную веру, (†1673).
- Шишкин Михаил Васильевич — приказной дьяк в Москве (1658), стольник.
- Шишкин Алёшка — казанский подьячий (1658—1693)[127].
- Шишкин Фетко — подьячий Съезжей избы (1661)[128]
- Шишкин Назар — при поездке царя в г. Кашин (декабрь 1676), руководил подготовкой к поездке царя Б. М. Хитрово, в день отъезда царя (05 декабря), было велено отпустить в Оружейную палату сукна «на чехол благоверные великие княжны Анны Кашинские». Подьячий Назар Шишкин взял (07 и 09 декабря) в Серебряную палату «бархату рудожелтого» «на оклейку двух кних жития великия княини Анны Кашинския». Одна из книг под названием: «Житие и Чудеса благоверные кнегини Анны Кашинския», «в бархате жарком» оставалась в библиотеке царя Фёдора Алексеевича вплоть до его смерти. После возвращения царя из поездки (17 декабря), Назарий был пожалован сукном. Подьячий Серебряной палаты Н. Шишкин подал прошение (1677) о дополнительном поверстании окладом в 50 рублей, имея уже такой оклад, который на это время был одним из самый большой среди царских подьячих, его прошение было удовлетворено, и он вместо оклада получил 400 чете земли. Пожалован дьяком (1680), Оружейного приказа (1682), в Серебряном приказе (1684—1685).
- Шишкин Михаил — подьячий Разрядного приказа Московского стола[129]
- Шишкин Степан — дьяк Приказной палаты (1679), в Тюменском уезде, в глухом месте, на берегу реки Березовка образовалась большая община староверцев, о чём стало известен властям и воевода П. В. Шереметьев послал воинский отряд для «увещевания» старообрядцев, во главе с дьяком Приказной Палаты Степаном Шишкиным. О приближении отряда стало известно староверам, которые приняли решения сжечь себя, но веру не менять. В огне погибло порядка 300 человек, и когда отряд прибыл на место, то увидел только пепелище.
- Шишкин Степан Андреев сын — Тобольский подьячий в Приказных палатах (1691)[130].
- Шишкин Иван Фёдоров сын — подьячий (1696).
- Шишкин Григорий — дьяк в Хлебном приказе г. Брянск.
- Шишкин Данила — подьячий Тамбовской Приказной избы (1700), по просьбе архимандрита Солотчинского монастыря размеряет спорные земли.
- Шишкин Андрей — подьячий Приказа Казанского дворца (1705).
- Шишкин Вельямин — подьячий.
- Шишкин Василий — подьячий (1725), Новгородский архиепископ Феодосий Яновский публично оскорбил императрицу Екатерину II Великую, был арестован и сослан на Север, но следствие продолжалось и после этого. Был арестован секретарь Синода Герасим Семёнов, а также подьячий Василий Шишкин, который жил вместе с ними в одном доме, которого следствие допрашивало, не имеет ли он у себя дома запрещённую «Книгу о скудности и богатстве» из библиотеки Феодосия Яновского.

## Отечественная война 1812 года
Владельцем земель села Бородино был Денис Давыдов. Небольшую собственность в селе имел Е. А. Шишкин, который подал прошение о возмещении убытков, также о возмещении убытков подал помещик села Строево Е. И. Шишкин.

## Дворянские роды Шишкиных в Родословных книгах Российской империи
| Род внесён в родословные книги губерний | Род внесён в родословные книги губерний |
| Часть                                   | Наименование губерний |
| --------------------------------------- | --- |
| Часть I                                 | Тульской, Харьковской |
| Часть II                                | Тульской, Орловской, Московской, Киевской, Воронежской, Владимирской, Екатеринославской, Казанской, Костромской; Курской, Новгородской, Пензенской                              |
| Часть III                               | Херсонской, Орловской, Московской, Екатиринославской, Казанской, Костромской, Курской, Новгородской, Пензенской, Псковской, Саратовской, Таврической, Тамбовской, Оренбургской. |
| Часть VI                                | Рязанской, Тульской, Ярославской, Тверской, Екатеринославской, Казанской |
|                                         | Род числится в списке Войска Донского. |